# 缺席
缺席，有活動事項而不出現。
缺席是一個中性詞藻，負面的稱為失約、曠課、曠職、曠席等，是有約會承諾而不出席，又事前不通知對方，不請假。
缺席又是一種政治手段，擺姿態，集體缺席可以令是次出席率不足，而造成流會，拖挎是項會議及議案。

## 缺席原因
- 因疾病
- 因私事、個人理由，例如在外地途中。
- 時間管理，自己有其他急要事去辦。
- 辦公室政治，開會時間、地點給不正確通知，失場。
- 懶惰，賴床。